# Střídavý proud

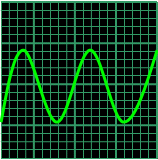
Průběh střídavého harmonického proudu

Střídavý proud je elektrický proud, který v čase periodicky mění směr svého toku, statisticky je jeho střední hodnota nulová.
Periodické průběhy mohou být například pilovité, obdélníkové nebo jiné. Proud s periodickým sinusovým průběhem se nazývá harmonický:
{\displaystyle i(t)=I_{m}\cdot \sin(\omega t+\varphi )}
kde {\displaystyle I_{m}} je amplituda, {\displaystyle \omega } je úhlová frekvence a {\displaystyle \varphi } je fázový posuv mezi napětím a proudem.
Velikost střídavého harmonického proudu je obtížné vyjádřit jediným číslem, protože jeho hodnota se neustále mění v čase. Proto definujeme následující hodnoty:
Střední hodnota střídavého harmonického proudu je rovna hodnotě stejnosměrného proudu, při kterém by prošel vodičem za půlperiodu {\displaystyle T/2} stejný elektrický náboj jako u proudu střídavého:
{\displaystyle {\bar {I}}={\frac {2}{T}}\int _{0}^{T/2}i(t)\ \mathrm {d} t={\frac {2}{T}}I_{m}\int _{0}^{T/2}\sin \omega t\ \mathrm {d} t=-{\frac {2}{\omega T}}I_{m}(\cos \pi -\cos 0)={\frac {2}{\pi }}I_{m}}
Efektivní hodnota střídavého harmonického proudu je rovna hodnotě stejnosměrného proudu, který by při průchodu vodičem vyvinul za periodu {\displaystyle T} stejné tepelné účinky jako proud střídavý:
{\displaystyle I^{2}={\frac {1}{T}}\int _{0}^{T}i^{2}(t)\ \mathrm {d} t={\frac {1}{T}}I_{m}^{2}\int _{0}^{T}\sin ^{2}\omega t\ \mathrm {d} t={\frac {1}{T}}I_{m}^{2}({\frac {T}{2}}-{\frac {\sin 4\pi }{4\omega }})={\frac {1}{2}}I_{m}^{2}\ \ \ } tj. {\displaystyle \ \ \ I={\frac {1}{\sqrt {2}}}I_{m}}

## Zdroje střídavého proudu
Střídavý proud vzniká elektromagnetickou indukcí v synchronním generátoru (alternátoru) obsahujícím tři cívky navzájem otočené o 120 stupňů. Cívky generátoru mohou být zapojeny do hvězdy nebo trojúhelníku, takže generátor má pak tři vývody, které nazýváme fáze. Každá ze tří fází má průběh napětí proti sousedním fázím fázově posunut o 120 stupňů. Frekvence otáčení rotoru v generátoru určuje frekvenci střídavého proudu. Jestliže se otáčení rotoru děje se stálou úhlovou rychlostí, pak vzniklý střídavý proud má harmonický průběh. Všechny alternátory veřejné elektrické sítě pracují navzájem synchronně s jmenovitou frekvencí 50 Hz v Evropě nebo 60 Hz v USA. Výhodou třífázové soustavy je, že při lineární a symetrické (tj. ve všech třech fázích stejné) zátěži je v každém okamžiku periody součet okamžitých hodnot proudů všech fází roven nule a z generátoru je pak odebírán konstantní výkon, takže na něm nevznikají momentové rázy.

## Využití střídavého proudu

### V domácnostech
Střídavý proud se používá v běžných domácích elektrických spotřebičích (žárovka, zářivka, elektromotor, elektrická topidla apod.).

### V průmyslu
Další typy použití střídavého proudu lze najít v průmyslu, např. v hutnictví se běžně používají obloukové pece s běžnou frekvencí 50 Hz, které jsou jedny z největších spotřebičů zapojených do sítě vůbec. Početně nejvýznamnější a nejsilnější skupinu elektrospotřebičů v průmyslu tvoří třífázové asynchronní motory, které pohání naprostou většinu běžných průmyslových strojních mechanismů.

### V trakci
Střídavý proud se používá pro trakční napájení v dopravě, kde se kromě stejnosměrného napájení hnacích vozidel (lokomotiv, trolejbusů, vozů metra či tramvají) používá i střídavého napájení při běžné frekvenci 50 Hz při speciálním zapojení fází. V některých zemích (např. v Německu, Rakousku či Švýcarsku) se v železniční dopravě používá třetinová frekvence (16,6 Hz). Tato frekvence byla zvolena pro možnost jednoduchého odvození od frekvence 50 Hz v rotačních měničích.

### V palubních sítích
Střídavý proud je používán i v palubních sítích některých dopravních prostředků, jako např. letadla nebo lodě. V těchto případech je obvykle používáno střídavé napájení s vyšší frekvencí (typicky 400 Hz) pro snížení ztrát a zmenšení rozměrů a hmotnosti transformátorů.

## Výhody střídavého proudu
Hlavní výhody střídavého proudu ve srovnání se stejnosměrným:
- Snížení přenosových ztrát transformací elektrického napětí na vysoké napětí nebo velmi vysoké napětí, tj. výkon se pak přenáší při vyšším napětí, ale nižším proudu, čímž se snižují provozní ztráty vzniklé zahříváním elektrického vedení vývinem Jouleova tepla při průchodu proudu.
- Pořizovací úspory na průřezech vodičů, tedy především na mědi, a následných lehčích nosných konstrukcích vedení i dalších zařízení.
- jednoduché (skokově přepínané) zvyšování a snižování napětí pomocí transformátorů.
- vzhledem k tomu, že proud prochází nulou každou půlperiodu, vycházejí přístroje určené k vypínání (vypínače a stykače) a ochraně (pojistky, jističe a chrániče) silových obvodů střídavého proudu konstrukčně mnohem menší.
- generátory střídavého proudu, na rozdíl od stejnosměrných dynam, nepoužívají komutátory (mechanické střídače), takže jsou jednodušší z hlediska výroby i údržby.

## Nevýhody střídavého proudu
Hlavní nevýhody střídavého proudu ve srovnání se stejnosměrným:
- složitější rekuperace (vracení energie do sítě) – tento problém je zmírněn nástupem pokročilé polovodičové techniky (aplikace elektronických střídačů).
- nutnost synchronizovat všechny elektrické generátory v celé síti.
- nutnost vyvažovat nejen toky samotného činného výkonu, ale i jalového výkonu.
- podstatný vliv rozložených parametrů vedení, jako parazitní svod, indukčnost a kapacita.